# Сулими (Миргородський район)
Сулими́ —  село в Україні, у Шишацькій селищній громаді Миргородського району Полтавської області. Населення становить 4 особи. До 2015 орган місцевого самоврядування — Воскобійницька сільська рада. Сільський голова - Карпенко Олександр Іванович.

## Географія
Село Сулими примикає до села Сулими, на відстані 1 км розташоване село Воскобійники. Село складається з 2-х частин, рознесених на 1 км. По селу протікає пересихаючий струмок з загатою.

## Історія
12 червня 2020 року, відповідно до розпорядження Кабінету Міністрів України № 721-р «Про визначення адміністративних центрів та затвердження територій територіальних громад Полтавської області», село увійшло до складу Шишацької селищної громади.
19 липня 2020 року, в результаті адміністративно - територіальної реформи та ліквідації Шишацького району, село увійшло до складу новоутвореного Миргородського району Полтавської області.